# Кангіл
Кангі́л (рос. Кангил) — село у складі Нерчинського району Забайкальського краю, Росія. Входить до складу Знаменського сільського поселення.

## Населення
Населення — 316 осіб (2010; 356 у 2002).
Національний склад (станом на 2002 рік):
- росіяни — 100 %